# دار المنظري
دار المنظري منزل تاريخي يقع في المدينة العتيقة لتطوان، المصنفة تراثا عالميا من طرف اليونسكو.

## الموقع
تقع دار المنظري قرب جامع القصبة، و تتصل به بشكل مباشر عبر باب.

## التاريخ
لدار المنظري مكانة مهمة في تاريخ المدينة، فقد كانت مقر إقامة سيدي علي المنظري، الذي أعاد تأسيس مدينة تطوان في أواخر القرن الخامس عشر، بعدما شهدت هجمات متكررة خلال نفس القرن، أدت إلى تدميرها بشكل شبه كامل.

## العمارة
جسدت دار المنظري الهندسة الأندلسية التي تم إدخالها إلى مدينة تطوان في منتصف القرن السادس عشر. و في أواخر القرن التاسع عشر، عرفت تعديلات على مستوى التصميم و الزخرفة، حيث تمت تغطية الفناء بسقف زجاجي و تغيير زخارف القاعات حسب الأسلوب الدارج في تلك الحقبة.